# ラタン・シング2世
ラタン・シング2世（Ratan Singh II, 生年不詳 - 1531年）は、北インドのラージャスターン地方、メーワール王国の君主（在位：1528年 - 1531年）。

## 生涯
メーワール王国の君主サングラーム・シングの息子として、チットールガルで誕生した。
1528年、父サングラーム・シングが暗殺されたことにより、王位を継承した。
1531年、ラタン・シング2世はチットールガルで死亡し、弟のヴィクラマーディティヤ・シングが王位を継承した。